# سوني وونغ
سوني وونغ (بالصينية: 黃國榮) هو راقص صيني، ولد في 31 أكتوبر 1966 في هونغ كونغ في الصين.